# Saint-Pierre-des-Corps
Saint-Pierre-des-Corps je vzhodno predmestje Toursa in občina v osrednjem francoskem departmaju Indre-et-Loire regije Center. Leta 2009 je naselje imelo 15.370 prebivalcev.

## Geografija
Kraj leži v pokrajini Touraine na levem bregu reke Loare, 3 km od središča Toursa.

## Uprava
Saint-Pierre-des-Corps je sedež istoimenskega kantona, vključenega v okrožje Tours.